# 난의 비가
"난의 비가"는 한국에서 제작된 정진우 감독의 1965년 영화이다. 강신성일 등이 주연으로 출연하였고 차태진 등이 제작에 참여하였다.

## 출연

### 주연
- 강신성일
- 고은아
- 김동원

## 기타
- 조명: 박진수
- 미술: 노인택